# Villita
Luis Ramón Pérez Villanueva (Santander, Cantabria, España, 5 de septiembre de 1956), conocido como Villita, es un exfutbolista español que se desempeñaba como defensa.
Es el quinto jugador con más partidos  oficiales disputados en la historia del  Racing de Santander.

## Clubes
Datos actualizados a fin de carrera deportiva.
| Club                                                          | Liga          | Temporada     | Liga  | Liga  | Liga   | Copas nacionales(1) | Copas nacionales(1) | Copas nacionales(1) | Copas internacionales | Copas internacionales | Copas internacionales | Total | Total | Total  |
| Club                                                          | Liga          | Temporada     | Part. | Goles | Asist. | Part.               | Goles               | Asist.              | Part.                 | Goles                 | Asist.                | Part. | Goles | Asist. |
| ------------------------------------------------------------- | ------------- | ------------- | ----- | ----- | ------ | ------------------- | ------------------- | ------------------- | --------------------- | --------------------- | --------------------- | ----- | ----- | ------ |
| Racing de Santander · España                                  | 2.ª           | 1979-80       | 37    | 1     | 0      | 4                   | 0                   | 0                   | —                     | —                     | —                     | 41    | 1     | 0      |
| Racing de Santander · España                                  | 2.ª           | 1980-81       | 37    | 1     | 0      | 6                   | 1                   | 0                   | —                     | —                     | —                     | 43    | 2     | 0      |
| Racing de Santander · España                                  | 1.ª           | 1981-82       | 26    | 0     | 0      | 3                   | 0                   | 1                   | —                     | —                     | —                     | 29    | 0     | 1      |
| Racing de Santander · España                                  | 1.ª           | 1982-83       | 29    | 0     | 0      | 2                   | 0                   | 0                   | —                     | —                     | —                     | 31    | 0     | 0      |
| Racing de Santander · España                                  | 2.ª           | 1983-84       | 35    | 0     | 0      | 5                   | 0                   | 0                   | —                     | —                     | —                     | 40    | 0     | 0      |
| Racing de Santander · España                                  | 1.ª           | 1984-85       | 33    | 0     | 0      | 6                   | 0                   | 0                   | —                     | —                     | —                     | 39    | 0     | 0      |
| Racing de Santander · España                                  | 1.ª           | 1985-86       | 29    | 0     | 0      | 8                   | 0                   | 0                   | —                     | —                     | —                     | 37    | 0     | 0      |
| Racing de Santander · España                                  | 1.ª           | 1986-87       | 24    | 0     | 0      | 0                   | 0                   | 0                   | —                     | —                     | —                     | 24    | 0     | 0      |
| Racing de Santander · España                                  | 2.ª           | 1987-88       | 30    | 0     | 0      | 2                   | 0                   | 0                   | —                     | —                     | —                     | 32    | 0     | 0      |
| Racing de Santander · España                                  | 2.ª           | 1988-89       | 11    | 0     | 0      | 7                   | 0                   | 0                   | —                     | —                     | —                     | 18    | 0     | 0      |
| Racing de Santander · España                                  | Total club    | Total club    | 291   | 2     | 0      | 43                  | 1                   | 1                   | 0                     | 0                     | 0                     | 334   | 3     | 1      |
| Total carrera                                                 | Total carrera | Total carrera | 291   | 2     | 0      | 43                  | 1                   | 1                   | 0                     | 0                     | 0                     | 334   | 3     | 1      |
| (1) Incluye datos de las eliminatorias de la Copa de la Liga. |               |               |       |       |        |                     |                     |                     |                       |                       |                       |       |       |        |